# Coca-Cola Erfrischungsgetränke
Coca-Cola Erfrischungsgetränke Gmbh (CCEG) var en tysk dryckestillverkare som producerade och distribuerade olika produkter som läskedrycker, energidrycker, juicer, vatten och andra fruktdrycker från den amerikanska multinationella dryckestillverkaren The Coca-Cola Company. De sålde dessa via 353 700 försäljningsställen, 29 500 livsmedelsbutiker och 324 200 i övriga branscher, på den tyska marknaden för år 2015.
Företaget grundades 1997. Tio år senare gjorde det nationella tyska Coca-Cola-företaget en större omstrukturering av sina och de Coca-Cola-relaterade verksamheterna i landet. De beslutade att samtliga oberoende dryckestillverkare, som var sju stycken, skulle fusioneras med Coca-Cola Erfrischungsgetränke i syfte att effektivisera den inhemska dryckestillverkningen. Den 28 maj 2016 genomgick CCEG en till fusion, den här gången med amerikanska Coca-Cola Enterprises och spanska Coca-Cola Iberian Partners, i syfte att vara verksamma under namnet Coca-Cola European Partners plc. Det kombinerade företaget blev då världens största oberoende dryckestillverkare efter omsättning inom Coca-Colasfären.
För 2015 hade de en personalstyrka på 9 039 anställda. Huvudkontoret låg i Berlin.